# بابلو دانييل أوزفالدو
بابلو دانييل أوزفالدو (بالإيطالية: Pablo Daniel Osvaldo)‏ (مواليد 12 يناير 1986 في بوينس آيرس - الأرجنتين) لاعب كرة قدم إيطالي الجنسية أرجنتيني المولد يلعب حاليا لصالح نادي الدرجة الأولى نادي بورتو البرتغالي منذ2014 في مركز المهاجم كما يجيد اللعب في مركز الجناح الأيمن والأيسر .

## مسيرته الكروية
لعب بابلو دانييل أوزفالدو خلال مسيرته الاحترافية مع 13 ناديًا في ثمانية عشر موسمًا وسجل خلالها 89 هدفًا ضمن 271 مباراة. حيث فاز في موسم واحد بالكأس وفي موسمين بالدوري.
خاض بابلو دانييل أوزفالدو مسيرته مع نادي أتالانتا في موسم 2005–06 لمدة موسم واحد، مشاركًا في 3 مباريات سجل خلالها هدفًا واحدًا. ثم انتقل إلى نادي ليتشي في موسم 2006–07 لمدة موسم واحد، حيث شارك في 31 مباراة سجل خلالها 8 أهداف. لينتقل بعدها إلى نادي فيورنتينا في موسم 2007–08 ولمدة موسمين، مشاركًا في 21 مباراة سجل خلالها 6 أهداف. ثم انتقل إلى نادي بولونيا في موسم 2008–09 ولمدة موسمين، مشاركًا في 25 مباراة سجل خلالها 3 أهداف. هذا وانتقل لاحقًا إلى نادي إسبانيول في موسم 2009–10 ولمدة موسمين، مشاركًا في 44 مباراة سجل خلالها 20 هدف. ثم انتقل بعدها إلى نادي روما في موسم 2011–12 ولمدة موسمين، مشاركًا في 55 مباراة سجل خلالها 27 هدفًا. ليعود وينتقل من جديد، لكن هذه المرة إلى نادي يوفنتوس في موسم 2013–14 لمدة موسم واحد، مشاركًا في 11 مباراة سجل خلالها هدفًا واحدًا. لينتقل بعدها إلى نادي إنتر ميلان في موسم 2014–15 لمدة موسم واحد، مشاركًا في 12 مباراة سجل خلالها 5 أهداف. ثم لعب في نادي بوكا جونيورز ما بين عامي 2015 و2016 في المرة الأولى لمدة موسم واحد ثم ما بين عامي 2016 و2017 لمدة موسم واحد، مشاركًا طوالها في 14 مباراة سجل خلالها 3 أهداف. ليعود ويرتحل عنه إلى نادي بورتو في موسم 2015–16 لمدة موسم واحد، مشاركًا في 7 مباريات سجل خلالها هدفًا واحدًا. ثم انتقل إلى نادي بانفيلد في موسم 2019–20 لمدة موسم واحد، مشاركًا في مباراتين ولم يسجل أي هدف.

## روابط خارجية
- بابلو دانييل أوزفالدو على موقع الاتحاد الدولي (مؤرشف)  (الإنجليزية)
- بابلو دانييل أوزفالدو على موقع الاتحاد الأوربي (الإنجليزية)
- بابلو دانييل أوزفالدو على موقع إي إس بي إن إف سي (الإنجليزية)
- بابلو دانييل أوزفالدو على موقع قاعدة بيانات كرة القدم.إي يو (الإنجليزية)
- بابلو دانييل أوزفالدو على موقع ليكيب (الفرنسية)
- بابلو دانييل أوزفالدو على موقع ناشيونال فوتبول تيمز (الإنجليزية)
- بابلو دانييل أوزفالدو على موقع Soccerbase.com (لاعب) (الإنجليزية)
- بابلو دانييل أوزفالدو على موقع Soccerway.com (الإنجليزية)
- بابلو دانييل أوزفالدو على موقع عالم كرة القدم.نت (الإنجليزية)
- بابلو دانييل أوزفالدو على موقع AS.com (الإسبانية)